# NGC 1415
NGC 1415 je galaksija u zviježđu Eridan.

## Vanjske poveznice
- SEDS: NGC 1415